# Casa Askomill
A Casa Askomill, também conhecida como Casa Askomull, foi uma casa fortificada a nordeste de Campbeltown, Kintyre, Argyll and Bute, na Escócia.

## História
Angus MacDonald, 8º de Dunnyveg, enquanto estava na sua casa em Kintyre em 1598, foi cercado por 100-200 homens armados liderados pelo seu filho James MacDonald, que havia sido enviado pelo Conselho Privado para buscar a submissão do seu pai ao Rei Jaime V da Escócia. Angus recusou-se a sair da sua casa e sofreu queimaduras depois de o seu filho James incendiar a casa e foi posteriormente capturado e mantido a ferros no Castelo Smerby.